# Riin Tamm
Riin Tamm (født 12. august 1981) er en estisk genforsker.

## Karriere
I årene 1997–2000 studerede hun på Miina Härma Gümnaasium i Tartu, 2001–2005 ved Tartu Ülikool (universitet) molekylærdiagnostik på bakalaureuseniveau, 2005–2007 til magister og fra 2007 gik hun i gang med sin doktordisputats. Hendes magisterarbejde under vejlederne Andres Metspalu og Kersti Oselin havde som tema "Menneskets thiopurin-methyltransferase-farmakogenetik: genotype-fænotype-sammenligning og haplotype-analyse i den estiske befolkning".

## Formidling af forskning
Riin Tamm har offentliggjort forskningsresultater såvel i fagvidenskabelige som andre tidsskrifter, herunder i avisen Postimees (Estlands største dagblad) og Kuku raadio i programmet "Kukkuv Õun" (28.08.2010) samt i ETV (Estlands statslige fjernsyn) i programmet Terevisioon (15.10.2009, 20.10.2011, 17.01.2012). I 2012 blev hun udnævnt som repræsentant for videnskabsåret.

## Tillidsposter
Hun er medlem af Estlands Biokemiske Selskab (Eesti Biokeemia Selts), anmelder ved medicintidsskriftet Journal of Pediatric Biochemistry, fagvidenskabeligt medlem ved videnskabstidsskriftet World Journal of Gastrointestinal Pharmacology and Therapeutics, bestyrelsesmedlem i Estlands Menneskegenetiske Forening (Eesti Inimesegeneetika Ühing), formand for og komitemedlem ved den internationale genetikkonference Genforum og bestyrelsesmedlem i Estlands Gerontologiske og Geriatriske Association (Eesti Gerontoloogia ja Geriaatria Assotsiatsioon).

## Forfatterskab
- Milek, M.; Smid, A.; Tamm, R.; Karas Kuzelicki, N.; Metspalu, A.; Mlinaric-Rascan, I. (2012). Post-translational stabilization of thiopurine S-methyltransferase by S-adenosyl-L-methionine reveals regulation of TPMT*1 and *3C allozymes. Biochemical Pharmacology, 83(7), 969—976.
- Tamm, R. (2010). Novel human pathological mutations. Gene symbol: SPAST. Disease: Hereditary spastic paraplegia. Human Genetics, 127(1), 112
- Tamm, R.; Saks, K.; Pääsuke, M. (2010). Research on ageing and longevity in Estonia. Reviews in Clinical Gerontology, 20(2), 154—159.
- Kuningas, M.; May, L.; Tamm, R.; van Bodegom, D.; van den Biggelaar, A. H. J.; Meij, J. J.; Frölich, M.; Ziem, J. B.; Suchiman, H. E. D.; Metspalu, A.; Slagboom, P. E.; Westendorp, R. G. J (2009). Selection for Genetic Variation Inducing Pro-Inflammatory Responses under Adverse Environmental Conditions in a Ghanaian Population. . PLoS ONE, 4(11), e7795. doi:10.1371/journal.pone.0007795
- Tamm, R.; Oselin, K.; Kallassalu, K.; Magi, R.; Anier, K.; Remm, M.; Metspalu, A. (2008). Thiopurine S-methyltransferase (TPMT) pharmacogenetics: three new mutations and haplotype analysis in the Estonian population. Clinical Chemistry and Laboratory Medicine, 46(7), 974—979.
- Oselin, K.; Anier, K.; Tamm, R.; Kallassalu, K.; Mäeorg, U. (2006). Determination of thiopurine S-methyltransferase (TPMT) activity by comparing various normalization factors: Reference values for Estonian population using HPLC-UV assay. Journal of Chromatography B-Analytical Technologies in the Biomedical and Life Sciences, 77-83.